# Take a Look Arround
"Take a Look Around" é o primeiro single do terceiro álbum "Chocolate Starfish and Hot Dog Flavored Water" da banda Limp Bizkit de Nu Metal e Rapcore. A música foi lançada como dois singles, "Take a Look Around: Part 1" and "Take a Look Around: Part 2." São diferentes as cores em cada (Part 1 é prateado e Part 2 é dourado).
A música foi trilha do filme Missão Impossível 2. Foi escolhida para tema do filme no lugar da 'I Disappear' do Metallica.